# سانست بی (نیویورک)
سانست بی (به انگلیسی: Sunset Bay) یک منطقهٔ مسکونی در ایالات متحده آمریکا است که در نیویورک واقع شده‌است. سانست بی ۱٫۸ کیلومتر مربع مساحت و ۶۶۰ نفر جمعیت دارد و ۱۷۶٫۷۹ متر بالاتر از سطح دریا واقع شده‌است.